# Enric IV (minisèrie)
Enric IV (títol original, Henri 4) és una minisèrie dramàtica de 2010 dirigida per Jo Baier. És una coproducció alemanya, francesa, austríaca i espanyola. Distribuïda en dos capítols, s'ha doblat al català.

## Repartiment
- Julien Boisselier - Enric IV
- Joachim Król – Agripa
- Andreas Schmidt – Sal·lusti de Bartas
- Roger Casamajor – Maximilien de Béthune, duc de Sully
- Armelle Deutsch – Margarida de Valois
- Chloé Stefani – Gabrielle d'Estrées
- Sven Pippig – Beauvoise
- Sandra Hüller – Caterina de Borbó
- Hannelore Hoger - Caterina de Mèdici
- Ulrich Noethen - Carles IX
- Devid Striesow - Enric III
- Matt Zemlin
- Jakub Fischer - soldat